# Leon Mirsky
Leon Mirsky (rus: Леонид Ильич Мирский)  (Rússia, 19 de desembre de 1918 - Sheffield, 1 de desembre de 1983) va ser un matemàtic anglès nascut a Rússia.

## Vida i obra
El seu nom de naixement era Leonid, però sempre se'l va conèixer com Leon. Els seus pares, un metge i una dentista, volien marxar de Rússia després de la Revolució d'Octubre de 1917. però les autoritats els ho van impedir; tot i així van aconseguir que el seu fill anés a Alemanya el 1926 a casa d'uns oncles. El 1933, amb l'arribada al poder dels nazis, els oncles van decidir establir-se a Anglaterra, on el jove Leon Mirsky va fer els estudis secundaris al Herne Bay College. El 1936 va ingressar al King's College de Londres per estudiar matemàtiques, especialitat en la qual es va graduar el 1940. L'any següent, en ser evacuada la universitat a Bristol, va obtenir el màster a la universitat de Bristol sota la direcció d'Edward Linfoot. El 1942 va ser nomenat professor ajudant a la universitat de Sheffield de la qual ja no es va bellugar fins a la seva jubilació el 1983, excepte dos cursos que va estar a Manchester (1944-45) i a Bristol (1951-52). Va morir sobtadament uns mesos després de jubilar-se.
Mirsky va ser autor de dos llibres, un d'àlgebra lineal i l'altre de combinatòria, i de prop d'un centenar d'articles científics; a més de ser un dels editors de les obres completes d'Edmund Landau i l'editor d'un llibre commemoratiu de l'aniversari de Richard Rado. El seus camps de treball van ser la teoria de nombres, l'àlgebra lineal i la combinatòria, específicament en teoria transversal. En aquest darrer camp va demostrar el teorema que porta el seu nom i que estableix que la mida de la cadena més gran d'un dígraf és igual al nombre més petit d'anticadenes en que es pot particionar el dígraf.